# 石油街道 (葫芦岛市)
石油街道，是中华人民共和国辽宁省葫芦岛市连山区下辖的一个乡镇级行政单位。

## 行政区划
石油街道下辖以下地区：
东门社区、南山社区、长青社区、大南门社区、长春社区、铁北社区、长庆社区、长明社区和长泰社区。